# Copa da Escócia de 1999–2000
A Copa da Escócia de 1999-00 foi a 115º edição do torneio mais antigo do futebol da Escócia. O campeão foi o Rangers F.C., que conquistou seu 29º título na história da competição ao vencer a final contra o Aberdeen F.C., pelo placar de 4 a 0.

## Premiação
| Copa da Escócia de 1999-00        |
| Escócia                           |
| --------------------------------- |
| Rangers F.C. Campeão (29º título) |